# Feel My Muscle
Feel My Muscle è un cortometraggio muto del 1915 prodotto dalla Lubin. Il nome del regista non viene riportato nei crediti del film che si basa su un soggetto di George Terwilliger.

## Produzione
Il film fu prodotto dalla Lubin Manufacturing Company.

## Distribuzione
Distribuito dalla General Film Company, il film - un cortometraggio in una bobina - uscì nelle sale USA il 9 gennaio 1915.